# Belmonte (filme)
BELMONTE é um filme brasileiro documentário de curta-metragem, de 1981, filmado em película de 35mm, escrito e dirigido pelo cineasta Ivo Branco. O filme fala sobre o caricaturista e ilustrador Benedito Carneiro Bastos Barreto, pseudônimo de Belmonte (cartunista).

## Sinopse
O filme refaz a trajetória de Belmonte, considerado um dos mais importantes caricaturistas do país nos anos 20. Foi em 1925, na Folha da Noite, que criou Juca Pato, personagem que o consagrou. Belmonte não poupava os políticos e suas mazelas, o que fez com que fosse perseguido pelo Estado Novo.
É abordada a carreira desse artista do lápis, que marca sempre a ligação do seu trabalho com os momentos históricos do seu tempo. Seguindo à risca a função social do caricaturista, espécie de bobo da corte, crítico e gozador das podridões do reino, não poupou os políticos, as crises, a corrupção. Por isso mesmo foi perseguido pelas tesouras do Estado Novo. Já então seria um precursor das “receitas de bolo” ou “poemas de Camões” dos tempos da ditadura militar, trocando suas charges por desenhos aparentemente sem sentido. Durante a segunda Guerra Mundial, seu lápis se voltou contra o nazismo e o fascismo, na defesa dos ideais democráticos. Tais charges cruzaram fronteiras irritando Joseph Goebbels e seus asseclas. Amante confesso de sua cidade, o filme reconstitui o último passeio que fez, já doente, pelas ruas de São Paulo, em 1947. Logo depois, morria Belmonte.

## Na Mídia
O filme "Belmonte" é uma obra-prima em preto e branco da vida do caricaturista que é um dos maiores artistas gráficos brasileiros, na qual, traz uma reconstituição de época emocionante e primorosa do último passeio em vida por São Paulo. Os traços de Belmonte retratam os principais momentos da história política do Brasil, principalmente, de São Paulo, após a década de 20, tais como as Revoluções de 20, 32, Estado Novo, o nazismo e o fascismo durante a 2ª Guerra Mundial. O diretor informa que utilizou linguagens do cinema mudo, como as falas em balões para passar o clima da época ao espectador. A obra foi vencedora da categoria de melhor filme de curta-metragem no 9º Festival de Gramado.
Tema no qual o curta foi premiado: Belmonte. Tido como o mais famoso caricaturista de São Paulo, Belmonte, foi uma das atrações exibidas no Museu de Arte de São Paulo. Segundo o criador da obra, Ivo Branco, uma das dificuldades do filme foi sua apuração de material, pois havia uma vastidão de arquivo. O Festival de Gramado teve uma ótima seleção de curta-metragem, na qual, entre elas estava uma de alta categoria: Belmonte. Ele foi justamente premiado. A biografia contada a partir de fotos e desenhos resultam num documentário que tem inteligência, sensibilidade e conhecimento cinematográfico.
Na edição VIII Festival do Novo Cinema Latino-Americano em Cuba, o curta foi premiado pela Revista Revolución y Cultura. O chargista paulista Belmonte desenhou na imprensa nacional dos anos 20 à 1947. O filme foi exibido no Território Livre. Um dos personagens mais famosos de Belmonte, senão o mais, era Juca Pato.
Belmonte é um filme que recupera e valoriza a narração. O diretor conseguiu reconstituir o clima da metrópole que já era São Paulo na década de 20, entremeando as imagens com as caricaturas e finalizando o curta com cenas tornadas nos dias atuais, com o recurso do uso de um automóvel antigo.

## Premiações

### Festivais
Melhor Curta-Metragem
- IX Festival do Cinema Brasileiro de Gramado / 81 [8]

Melhor Filme Cultural
- VII Festival Internacional del Nuevo Cine Latinoamericano Havana / 86 [9]

Em 1986, quando da abertura das relações diplomáticas Brasil-Cuba, o diretor Ivo Branco foi para aquele país quando aconteceria o VII Festival Internacional Del Nuevo Cine Latinoamericano. Levou consigo cópia dos filmes Belmonte (1981) e Eh Pagu, Eh!(1982) na expectativa de apresentar seus filmes aos cubanos numa possível mostra paralela, uma vez que os filmes não eram produções daquele ano. A organização do Festival propôs ao diretor que participasse da mostra competitiva e BELMONTE recebeu o prêmio de Melhor Filme Cultural, concedido pela revista Revolución y Cultura.
Representante Oficial do Brasil
- V Festival des Films du Monde - Montreal / Canadá / 81[11]